# Burundi nos Jogos Olímpicos de Verão de 2012
Burundi enviou uma equipe de seis atletas para competir nos Jogos Olímpicos de Verão de 2012, em Londres, na Grã-Bretanha.

## Desempeho

### Atletismo
Masculino
| Atleta             | Evento | Preliminares | Preliminares | Final | Final   |
| Atleta             | Evento | Marca        | Posição      | Marca | Posição |
| ------------------ | ------ | ------------ | ------------ | ----- | ------- |
| Olivier Iradukunda | 5000 m |              |              |       |         |

Feminino
| Atleta             | Evento   | Preliminares | Preliminares | Semifinal | Semifinal | Final | Final   |
| Atleta             | Evento   | Marca        | Posição      | Marca     | Posição   | Marca | Posição |
| ------------------ | -------- | ------------ | ------------ | --------- | --------- | ----- | ------- |
| Diane Nukuri       | Maratona | —            | —            | —         | —         |       |         |
| Francine Niyonsaba | 800 m    |              |              |           |           |       |         |

### Judô
Feminino
| Atleta              | Evento | Fase de 32             | Fase de 16             | Quartas                | Semifinais             | Repescagem             | Repescagem             | Repescagem             | Final                  | Final |
| Atleta              | Evento | Fase de 32             | Fase de 16             | Quartas                | Semifinais             | 1ª fase                | Quartas                | Semifinais             | Final                  | Final |
| Atleta              | Evento | Adversário e resultado | Adversário e resultado | Adversário e resultado | Adversário e resultado | Adversário e resultado | Adversário e resultado | Adversário e resultado | Adversário e resultado | Pos.  |
| ------------------- | ------ | ---------------------- | ---------------------- | ---------------------- | ---------------------- | ---------------------- | ---------------------- | ---------------------- | ---------------------- | ----- |
| Odette Ntahomvukiye | −78 kg |                        |                        |                        |                        |                        |                        |                        |                        |       |

### Natação
Masculino
| Atleta(s)       | Evento      | Eliminatórias | Eliminatórias | Semifinal   | Semifinal   | Final       | Final       |
| Atleta(s)       | Evento      | Tempo         | Posição       | Tempo       | Posição     | Tempo       | Posição     |
| --------------- | ----------- | ------------- | ------------- | ----------- | ----------- | ----------- | ----------- |
| Beni Binobagira | 100 m livre | 64s57         | 56º           | Não avançou | Não avançou | Não avançou | Não avançou |

Feminino
| Atleta(s)       | Evento     | Eliminatórias | Eliminatórias | Semifinal | Semifinal | Final | Final   |
| Atleta(s)       | Evento     | Tempo         | Posição       | Tempo     | Posição   | Tempo | Posição |
| --------------- | ---------- | ------------- | ------------- | --------- | --------- | ----- | ------- |
| Elsie Uwamahoro | 50 m livre |               |               |           |           |       |         |